# Super Smash Bros. Melee
Super Smash Bros. Melee — компьютерная игра в жанре файтинга, вторая игра в серии Super Smash Bros., разработанная HAL Laboratory и изданная Nintendo для игровой приставки GameCube. Игра была издана в 2001 году в Японии и Северной Америке, и позднее в 2002 году в Европе и Австралии.
Игра собирает персонажей из различных франшиз Nintendo, таких как Mario, The Legend of Zelda, Star Fox и Pokémon. Уровни и игровые режимы либо отсылают к франшизам, либо заимствуют дизайн из них. Melee включает всех играбельных персонажей из первой игр серии, которая вышла на Nintendo 64, и добавляет к ним персонажей из таких франшиз как Fire Emblem, у которой ни одна из игр на тот момент не вышла вне Японии. Игровая система Melee предлагает неортодоксальный подход к жанру файтинга со счётчиком, который показывает урон путём увеличивающихся процентов, и не использует убывающую полосу здоровья, которая используется в большинстве файтингов. Melee основывается на первой игре и дополняет её путём добавления новых элементов игрового процесса и новых игровых персонажей.
Игра получила множество положительных отзывов, наград и признание со стороны игровых изданий. Она добилась высоких продаж после своего издания, и стала самой продаваемой игрой для GameCube, продавшись к марту 2008 года количеством в 7 миллионов экземпляров.

## Игровой процесс
Как и её предшественница, Super Smash Bros. Melee отличается от традиционных файтингов тем, что целью является выбивание противника с экрана. Большинство атак наносит урон и могут, в зависимости от нанесённого урона, откинуть противника. Здоровье каждого персонажа измеряется счётчиком, который отображает полученный урон в виде процентов. Чем больше значение в процентах, то тем сильнее игрок откидывается при получении урона, и тем легче выбить его за пределы арены. Если игрока выбили за пределы арены и он не может вернуться, то он теряет либо жизнь, либо очко жизни. В отличие от других игр того же жанра, в которых движения выполняются комбинациями кнопок, большинство движений в Super Smash Bros. Melee можно выполнить с помощью одиночных нажатий на кнопки и направления контроллера.
Во время боя на арену выпадают различные предметы, связанные с играми Nintendo. Эти предметы имеют различные свойства, такие как нанесение урона противнику или восстановление здоровья игрока. Кроме этого, тематика большинства арен относится к какой-либо франшизе либо конкретной игре Nintendo. Несмотря на то, что этапы отрисовываются в трёхмерной графике, игроки могут передвигаться только на двухмерной плоскости. Не все уровни доступны сразу — некоторые должны быть «разблокированы» путём выполнения конкретных требований. На некоторых этапах присутствуют движущиеся элементы, платформы и опасности, которые вредят игрокам, в то время как на других они отсутствуют.

## Разработка
Super Smash Bros. Melee была разработана компанией HAL Laboratory, с Масахиро Сакураи во главе разработки. Игра была одной из первых, изданных на GameCube, и подчёркивала прогресс в компьютерной графике, произошедший со времени выхода Nintendo 64. Разработчики хотели отдать должное дебюту GameCube, сделав стартовый FMV ролик, который должен был привлечь внимание людей к графике. HAL Laboratory работала с тремя независимыми графическими компаниями в Токио для того чтобы сделать стартовый ролик. На своём официальном сайте разработчики размещали скриншоты и информацию, отмечающую и объясняющую внимание к физике и детализации в игре, и сравнивали изменения с её предшественницей, Super Smash Bros.. Игра была в разработке в течение 13 месяцев, и Сакураи охарактеризовал свой образ жизни в этот период ужасным и «разрушительным», и что он работал без праздников и только с очень короткими выходными. Сакураи отметил, что в отличие от разработки первой игры Super Smash Bros., которая по его словам была экспериментальной, он чувствовал большое давление, и что ему хотелось создать качественный сиквел, и утверждал что это был «самый большой проект, который я когда-либо вёл к этому моменту». Несмотря на болезненный цикл разработки, Сакураи с гордостью назвал игру «самой лучшей игрой в серии… в неё было просто очень приятно играть», даже по сравнению с её преемницей, Super Smash Bros. Brawl.
На официальном японском сайте игры разработчики объяснили свои решения по выбору персонажей для игры, и рассказали, почему некоторые персонажи не были доступны при издании. Изначально команда планировала заменить Несс главным персонажем игры Mother 3, Лукасом, но в свете возможных задержек было решено оставить Несса. Лукас позднее был добавлен в следующей игре серии, Super Smash Bros. Brawl. Хидэо Кодзима, разработчик серии Metal Gear, попросил Сакураи добавить Солида Снейка в игру, но она была уже близка к завершению. Как и Лукас, Снейк был добавлен в Brawl. Планировалось, что Март и Рой из Fire Emblem будут доступны только в японской версии игры, однако, во время локализации игры для североамериканского рынка они получили положительное внимание прессы, что привело к решению добавить их в остальные версии. Кроме этого, Сакураи отметил, что команда предлагала взять персонажей из четырёх игр эры NES, и в конце концов было решено добавить альпинистов из Ice Climber.
Nintendo представила игру на Electronics Entertainment Expo 2001 года в качестве играбельной стендовой демонстрационной версии. Следующей выставкой, на которой появилась игра, стала Spaceworld в августе 2001 года, и где Nintendo продемонстрировала играбельную версию с обновлениями относительно версии показанной на E3. Nintendo на выставке устроила игровой турнир, где призами победителю были приставка GameCube и экземпляр игры Super Smash Bros. Melee. Перед изданием игры её официальный сайт обновлялся еженедельно скриншотами игры и описаниями новых персонажей. Японский видеоигровой журнал Famitsu сообщил что Nintendo рекламировала игру на показах фильма Pokémon 4Ever в Японии.

## Отзывы
| Сводный рейтинг       | Сводный рейтинг |
| Агрегатор             | Оценка          |
| --------------------- | --------------- |
| GameRankings          | 90,52 %         |
| Metacritic            | 92/100          |
| Русскоязычные издания |                 |
| Издание               | Оценка          |
| «Страна игр»          | 8,5 из 10       |